# Mahina (Tanzania)
Mahina è una circoscrizione urbana (urban ward) della Tanzania situata nel distretto di Nyamagana, regione di Mwanza. Conta una popolazione di 59 437 abitanti (censimento 2012).